# Glosar de optică
Acest glosar conține termeni din optică, tehnica fotografică şi tehnica iluminatului.
Pentru termeni din mecanică, termodinamică, electromagnetism sau fizica particulelor elementare, accesați celelalte glosare din categoria Categorie:Glosare de fizică.

## A
- aberație - fenomen datorită căruia imaginea formată de un sistem optic nu corespunde biunivoc cu obiectul, nu este plană și asemenea cu acesta.
- aberație cromatică - descompunerea luminii și vizualizarea culorilor proprii fiecărei lungimi de undă în jurul unui obiect privit printr-o lentilă simplă, determinând formarea de irizații pe marginea imaginilor.
- aberație de sfericitate - aberație care se produce datorită formei sferice a suprafețelor sistemului optic.
- aberație optică - aberație legată de natura luminii, de exemplu: aberația cromatică.
- aberație vizuală - vezi astigmatism.
- aberoscop - instrument care servește la observarea defectului de distorsiune pe care îl prezintă un ochi normal.
- absorbanță - mărime fizică care caracterizează fenomenul de absorbție a luminii, făcând referire și la procesul de atenuare (a lumii transmise), ca urmare a absorbției, reflexiei și a altor fenomene optice.
- absorbție - fenomen ce însoțește de obicei propagarea luminii într-un mediu disipativ, constând în micșorarea intensității acesteia cu distanța parcursă. După parcurgerea spațiului x, intensitatea undei electromagnetice devine {\displaystyle I=I_{0}e^{-\alpha x}} (legea de absorbție a undelor), unde {\displaystyle I_{0}} este intensitatea undei înainte de a pătrunde în mediul disipativ, iar {\displaystyle \alpha } este coeficientul de absorbție.
- acromat - (obiectiv fotografic) căruia i-a fost corectată sau înlăturată aberația cromatică.
- acromatic - care dă imagini fără irizații; care nu descompune razele de lumină în culorile lor componente.
- acromatizare - înlăturare a aberației cromatice la un sistem optic.
- actinografie - fotografie obținută plasînd obiectul între placa sensibilă și sursa luminoasă.
- activitate optică - fenomenul optic de rotire a planului de polarizație a luminii liniar polarizate, întâlnit în cazul anumitor substanțe.
- acuitate vizuală - capacitatea ochiului de a distinge detaliile obiectelor și forma acestora sau de vedea două puncte distincte sub cel mai mic unghi posibil.
- adaptor - dispozitiv al unui aparat fotografic destinat modificării distanței focale a obiectivului.
- albedo - mărime ce caracterizează capacitatea de reflecție a suprafeței corpurilor, fiind egală cu fracțiunea din energia luminoasă incidentă radiată în mod difuz de acesta.
- afocal - (despre sisteme optice) care este format din două (grupuri de) lentile astfel așezate încât focarul-imagine al uneia să coincidă cu focarul-obiect al celeilalte.
- agfacolor - procedeu de obținere a unei imagini colorate prin suprapunerea a trei straturi fotosensibile la culorile primare sau la cele fundamentale, utilizat în fotografie și în cinematografie.
- aglutinare - unire a unor imagini sau elemente ale acestora, formând o imagine nouă.
- albedometru - instrument folosit în fotometrie pentru determinarea albedoului.
- ametropie - tulburare a vederii provocată de un viciu de refracție în mediile transparente ale ochiului.
- amidol - substanță folosită ca developator în fotografie.
- amplifotografie - efectuarea de fotografii mărite geometric la amplificatorul de imagini.
- amplitudine a unei radiații monocromatice - valoarea maximă a componentei electrice a undei electromagnetice monocromatice.
- anacromatic - (despre sisteme optice) care nu corectează aberațiile cromatice.
- anaglifă - procedeu stereoscopic pe baza căruia se obține imaginea în relief a unui obiect fotografiat, folosindu-se ochelari cu sticle de culori diferite, complementare.
- analatic - (despre obiective fotografice) cu distanță focală variabilă.
- analiză spectrală - metodă de identificare a diferitelor elemente dintr-un corp cu ajutorul analizei spectrului luminii emise de corp.
- analizor - dispozitiv optic cu care se studiază polarizarea luminii.
- anamorfotic - (despre dispozitive optice) care permite modificarea distanței focale a unui obiectiv în plan orizontal sau vertical.
- anamorfozare - deformare a unei imagini prin procedee optice.
- anamorfozator - obiectiv folosit pentru anamorfozare.
- anamorfóză:

- imagine deformată, grotescă (dată de o oglindă curbă);
- desen deformat care dă o imagine corectă numai dacă e privit dintr-un anumit punct ori într-o oglindă sau lentilă specială.
- anastigmat(ic) - (despre sisteme de optice) care este construit din sticle speciale, care corectează toate aberațiile optice (astigmatismul) și dă o imagine clară.
- anizotropie:

- calitatea unui mediu transparent de a transmite lumina în mod diferit, în funcție de direcția de propagare a acesteia.
- proprietate a unui corp cu structură internă ordonată de a prezenta caracteristici optice variate, în funcție de direcția de măsurare și de observare; sinonim: eolotropie.
- anticaustică - curbă ortogonală a razelor unui fascicul luminos, paralele cu o direcție sau emise de un izvor punctual, reflectate sau refractate de o curbă plană dată.
- antihalo - strat absorbant de protecție, format dintr-un lac sau dintr-o gelatină colorată, care acoperă un film sau o placă fotografică, ce împiedică formarea efectului de halo.
- antinodal, punct ~ - punct în care mărimea unghiulară are valoarea de -1.
- antireflex - (strat subțire, transparent) care reduce reflexiile produse de suprafețele opace; care elimină sau atenuează reflexia luminii.
- antivoal - substanță chimică ce se adaugă unui revelator pentru a împiedica voalarea materialului fotosensibil în procesul de developare.
- aparat de fotoreproducere - aparat fotografic de dimensiuni mari, folosit în tehnica grafică pentru reproducerea originalelor.
- apertometru - instrument pentru determinarea aperturii obiectivelor microscopice fotografice.
- apertură - caracteristică a obiectivelor microscopice, fotografice etc, dată de unghiul sub care se vede diametrul primei lentile din punctul de intersecție al axei obiectivului cu planul obiectivului; sinonim: unghiulație.
- aplanetism - proprietate a unui sistem optic de a fi stigmatic pentru punctele din vecinătatea axei sale, formând pentru un obiect plan, perpendicular pe axă, o imagine de asemenea plană, perpendiculară pe această axă.
- apocromat(ic) - (despre obiective fotografice) a cărui aberație cromatică a fost corectată pentru trei culori: roșu, galben și violet.
- aspectomat - aparat de proiecție cu schimbare automată a diapozitivelor, diaproiector cu telecomandă.
- astigmatism:

- aberație a unui sistem optic, care formează o imagine întinsă pentru un obiect;
- defect al lentilelor sau al corneei și cristalinului ochiului omenesc, care constă într-o abatere de la forma sferică, ele având razele de curbură diferite în două plane perpendiculare, ceea ce duce la deformarea imaginilor (sinonim: aberație vizuală).
- astigmometru - aparat pentru măsurarea gradului de astigmatism.
- aureolă:

- zonă pe suprafața unui obiect în care există o tranziție continuă de la o culoare la alta; vezi și halou;
- fenomen de iluminare parazită, sub formă de inele concentrice care apar în jurul punctelor luminoase de pe ecranul tubului cinescop.
- autocolimație - corectare mecanică a erorii de colimație a unei lunete.
- axă a unei lentile - dreaptă dusă de la un punct luminos la centrul optic al lentilei.
- axă optică a unui cristal - direcția, într-un cristal birefringent de-a lungul căreia nu apare dubla refracție.
- axometru - aparat pentru determinarea axului cilindric al unei lentile.

## B
- batocrom - efect de închidere a culorii unei substanțe, produs de un grup de atomi introduși în molecula substanței respective.
- bifocal - (despre lentile) care are două distanțe focale diferite; (despre ochelari) care este prevăzut cu lentile bifocale.
- bilentilă - sistem optic format din două semilentile, obținute prin secționarea în diametru a unei lentile convergente.
- binoclu - instrument optic din două lunete identice paralele, pentru a privi obiectele la distanță.
- binocular - (despre vedere) care este realizat cu ambii ochi; (despre sisteme optice) cu două oculare (exemplu microscop binocular).
- biomicroscop - microscop binocular cuplat la un dispozitiv special care permite iluminarea intensă și focalizată a unei suprafețe reduse.
- biprismă - aparat pentru producerea interferențelor luminoase.
- birefringent - (despre medii optice, cristale) care prezintă fenomenul de birefringență.
- birefringență - vezi: refracție dublă.

## C
- caleidoscop - aparat optic format dintr-un cilindru opac, în interiorul căruia se găsesc mai multe oglinzi dispuse astfel încât, prin rotirea cilindrului, mici piese viu colorate, aflate la capătul opus celui prin care se privește, să formeze diferite imagini simetrice.
- cameră obscură:

- încăpere neluminată în care se execută developarea, fixarea și alte operații fotografice;
- dispozitiv cu ajutorul căruia se obține pe un ecran (sau pe un clișeu) imaginea răsturnată a unui obiect.
- cameră video - aparat cu ajutorul căruia se obțin imaginile succesive ale obiectelor în mișcare pe pelicula cinematografică sau, mai nou, pe suport electronic.
- candelă - unitate de măsură fundamentală a intensității luminoase (simbol cd), egală cu a 60-a parte din intensitatea luminoasă normală a unui cm2 de corp negru absolut, la temperatura de solidificare a platinei.
- candelmetru - aparat pentru măsurarea intensității luminoase.
- catadioptric - (despre sisteme optice) care este format din lentile și o oglindă.
- catadioptru - sistem optic care răsfrânge razele luminoase în direcția lor de incidență, fiind folosit, pentru semnalizare, în circulația rutieră.
- catoptrică - capitol al opticii care se ocupă cu studiul fenomenelor de reflexie a luminii.
- caustică - pată luminoasă de forma unei suprafețe care înfășoară razele reflectate sau refractate într-un sistem optic, reprezentând imaginea deformată a unei surse de lumină.
- celuloid - material plastic transparent sau translucid, derivat din nitrat de celuloză și camfor, utilizat istoric ca suport pentru pelicule fotografice și cinematografice datorită proprietăților sale optice favorabile: transmitere bună a luminii, flexibilitate și claritate vizuală.
- centru optic - punct de pe axa unei lentile către care tind punctele principale și cele nodale ale lentilei și prin care raza de lumină trece fără să-și schimbe direcția.
- chemoluminescență (sau chimiluminescență) - luminescență produsă în timpul unei reacții chimice.
- cinescopie - metodă de determinare a refracției oculare.
- colimator:

- dispozitiv optic folosit pentru colimarea fasciculelor de raze;
- instrument optic pentru determinarea aproximativă a unei direcții.
- colimație - reglare a instrumentelor optice în scopul realizării unei coincidențe între axa optică a acestora și cea de vizare.
- coma - tip de aberație care constă în formarea unei imagini în formă de cometă pentru un punct luminos depărtat de axa optică.
- con de lumină - o suprafață în spațiu-timp care cuprinde direcțiile posibile ale razelor de lumină care trec printr-un eveniment dat.
- condensor:

- dispozitiv al unui instrument optic care servește la concentrarea și dirijarea luminii într-o direcție determinată;
- dispozitiv optic, format din mai multe lentile convergente, care fac parte din sistemul de iluminare al unui microscop sau al unui aparat de proiecție.
- convergență - inversa distanței focale a unei lentile, exprimată în dioptrii.
- crown (sticlă ~) - sticlă foarte puțin dispersivă, din care se confecționează lentile divergente.
- culoare - caracteristică a perceperii vizuale a radiațiilor eletromagnetice, datorită căreia un observator poate distinge diferențele între două obiecte care se deosebesc prin compoziția spectrală a radiațiilor reflectate.
  - culoare acromatică - culoare fără tonalitate cromatică: alb, negru, nuanțele cenușii.
  - culoare cromatică - culoare care posedă întotdeauna o anumită tonalitate cromatică.
  - culoare fundamentală - denumirea pentru oricare culoare dintr-un set de trei culori astfel alese (de exemplu, roșu, verde și albastru), astfel încât prin amestec aditiv, se pot obține toate culorile vizibile.
- culori metamerice - perechi de culori diferite care pot fi deosebite cu greu la lumină normală, dar se diferențiază la lumină infraroșie.

## D
- dâre de lumină-  raze de lumină proiectate în întuneric de o sursă.
- definiție - conținutul de detalii al unei imagini de televiziune sau de fototelegrafie, exprimat prin numărul de elemente în care trebuie descompusă imaginea, astfel încât un element să nu conțină mai multe nuanțe de luminozitate.
- diafragmă - dispozitiv la obiectivele aparatelor fotografice, format din mai multe plăcuțe opace mobile, care limitează o deschidere circulară reglabilă, lăsând să treacă prin ea o anumită cantitate de lumină.
- diagrama cromaticității - grafic tridimensional stabilit de Comisia Internațională pentru Iluminat prin care, pornind de la trei culori fundamentale X, Y și Z, atribuie fiecărei culori un punct de coordonate tricromatice x, y, z:

{\displaystyle x={\frac {X}{X+Y+Z}}}
{\displaystyle y={\frac {Y}{X+Y+Z}}}
{\displaystyle z={\frac {Z}{X+Y+Z}}=1-x-y.}
- difuzie - împrăștierea în toate direcțiile a razelor unui fascicul de lumină care trec printr-un mediu translucid sau care se reflectă când întâlnesc o suprafață cu asperități.
- diavizor - dispozitiv de vizionare a diapozitivelor prin intermediul unei lentile, cu sursă proprie de lumină.
- dioptrie - unitate de măsură a convergenței, caracterizând un sistem optic (lentilă, ochi) a cărui distanță focală este de 1 m.
- dioptru:

- suprafață care separă două medii transparente cu indici de refracție diferiți;
- dispozitiv sau instrument optic care determină linia de vizare spre un punct dat.
- discul lui Newton - placă circulară împărțită în șapte sectoare colorate, reproducând culorile spectrului solar și care, prin rotire rapidă, apare albă sau gri, demonstrând sinteza luminii albe.
- distanță focală - distanța de la centrul optic al lentilei la focar; este pozitivă pentru lentilele convergente și negativă pentru cele divergente.
- DiStar - marcă de lentilă negativă (divergentă), care se aplică în același mod ca un filtru colorat în fața obiectivului de fotografiat pentru a permite cuprinderea unei deschideri unghiulare mai mari.
- divergență:

- proprietate a unui fascicul de radiații pornind din același punct de a-și mări secțiunea;
- însușire a unui sistem optic de a transforma fasciculele paralele sau convergente în fascicule divergente.
- doză -  instrument auxiliar pentru desfășurarea în bune condiții tehnice a developării filmelor.
- dozimetru - aparat de măsură a cantității de lumină produse într-un interval de timp de o sursa luminoasă.
- dublet - pereche de linii spectrale cu lungimi de undă apropiate.

## E
- efect Faraday - vezi: polarizare rotatorie magnetică.
- eficacitate luminoasă - mărime fizică ce indică eficiența cu care puterea electrică consumată este convertită în lumină.
- emulsie - strat sensibil la acțiunea luminii, depus pe plăcile și pe filmele fotografice clasice.
- eolotropie - vezi anizotropie.

## F
- far - corp de iluminat (la automobile, locomotive etc.) care proiectează lumină într-o anumita direcție sub forma unui fascicul divergent.
- fascicul de lumină - ansamblu de raze luminoase emise de o sursă de lumină, care traversează o anumită regiune și cu secțiune bine delimitată.
- fascicul de raze - grup de raze care trec prin același punct.
- felinar:

- sursă de lumină instalată pe un suport fix;
- lampă de gaz portativă, prevazută cu un glob de sticlă, pentru a proteja fitilul aprins, folosită în aer liber.
- film:

- peliculă subțire, flexibilă și transparentă, de celuloid, acoperită cu un strat de material fotosensibil, folosită în fotografie, radiografie etc.;
- bandă folosită pentru înregistrarea și reproducerea pe ecran a imaginilor; peliculă;
- strat de fluid întins pe suprafața unui corp solid sau lichid.
- fluorescență - proprietatea pe care o au unele substanțe de a emite lumină când sunt iradiate cu radiații luminoase sau ultraviolete.
- flux luminos - toată puterea radiată emisă de o sursă de lumină și percepută de ochiul uman, unitatea de măsură fiind lumenul.
- focalizare:

- concentrarea într-un focar a razelor de unde sau de particule în mișcare;
- operația de reglare a unui instrument optic, astfel ca imaginea sa fie văzuta clar.
- focar - punctul de intersecție al razelor refractate/reflectate ale unui instrument optic pe care au căzut raze paralele.
- focar real - punctul în care se strânge un fascicul de lumină convergent, obținut prin reflexia pe o oglindă sau prin refracția printr-o lentilă a unui fascicul luminos paralel.
- focar virtual - punctul din care par că izvorăsc razele unui fascicul de lumină divergent, obținut prin trecerea unui fascicul luminos paralel printr-o lentilă divergentă.
- focometrie - determinarea experimentală a distanței focale a unei lentile optice.
- formula lui Allard - indică bătaia luminoasă a unei surse de lumină: {\displaystyle E=I\cdot {\frac {T^{d}}{d^{2}}}}, unde: E - iluminarea, I - intensitatea luminoasă, T - coeficient de transmisie atmosferică, d- distanța până la sursa luminoasă.
- fosforescență - proprietate de a emite lumină în obscuritate sau după absorbirea de radiații ultraviolete.
- fotografie abstractă - redare a unei imagini vizuale care nu are o asociere imediată cu lumea fizică și care a fost creată prin utilizarea de echipamente, procese sau materiale fotografice de înaltă performanță.
- fotometrie - parte a opticii care se ocupă cu măsurarea intensităţii surselor de lumină, a iluminării etc.
- fotometru:

- instrument optic pentru măsurarea intensității luminoase;
- instrument pentru determinarea sensibilității ochiului la lumină.
- foton - o cuantă de lumină.
- fotosensibilitate⁠(fr)[traduceți] - proprietatea unei substanţe de a fi sensibilă la lumină (cum este cazul reacţiilor fotochimice).

## G
- grosisment - raportul dintre unghiul sub care se vede un obiect cu ajutorul unui instrument optic și unghiul sub care se vede același obiect cu ochiul liber.

## H
- halou - zonă luminoasă care încercuiește imaginea fotografică a unui punct strălucitor; vezi şi aureolă.
- heliostat - instrument alcătuit dintr-un sistem optic, pus în mișcare de un mecanism de ceasornic, folosit pentru a transmite un fascicul de raze solare într-o direcție determinată.
- hidrotipie - procedeu de realizare a fotografiilor în culori, cu ajutorul unor coloranți solubili în apă.

## I
- iconostrof - instrument optic care dă imaginea rasturnată a obiectelor, folosit în gravură.
- iluminare - mărime fizică ce indică gradul la care o anumită suprafață este iluminată; reprezintă raportul dintre fluxul luminos și suprafața de iluminat, unitatea de măsură fiind luxul.
- iluminat artificial - iluminat realizat cu ajutorul surselor de lumina artificială: lămpi electrice, lămpi cu gaz, lămpi cu petrol, lumânări etc.
- iluminat cu senzor de mișcare - mod de iluminat care permite economia de energie, reglându-se automat în funcție de prezența unor eventuale persoane.
- iluminat direct - iluminat în care o mare parte a fluxului luminos produs de o sursă este îndreptat direct spre suprafața de lucru.
- iluminat festiv - tehnică de iluminat care creează o atmosferă de sărbătoare.
- iluminat indirect - iluminat prin care o mare parte din fluxul luminos este îndreptat spre plafon, realizându-se o răspândire uniformă a luminii, fără umbre; utilizat în sălile de lectură, în sălile de desen etc.
- iluminat natural - iluminat produs de lumina zilei, datorită luminii solare directe și a celei difuze.
- imagine - figură obținută prin unirea punctelor în care se întâlnesc razele de lumină sau prelungirile lor reflectate sau refractate.

- imagine în oglindă - imagine duplicat, reflectată a unui obiect într-o oglindă care pare aproape identică, dar este inversată în direcția perpendiculară pe suprafața oglinzii.
- imagine reală - imagine a unui obiect, obținută cu un instrument optic și care se formează la intersecția razelor refractate/reflectate și poate fi proiectată pe un ecran.
- imagine virtuală - imagine care se formează la intersecția prelungirilor razelor refractate/reflectate și nu poate fi proiectată pe un ecran.

- indice de redare a culorilor - mărime caracteristică unei surse de lumină, care este o măsură de corespondență între culoarea naturală a unui obiect și modul în care acesta apare iluminat de o acea sursă.
- indice de refracție - mărime optică ce caracterizeaza materialele transparente, definită ca raportul dintre sinusurile unghiurilor de incidență și cele de refracție ale unei raze de lumină care pătrunde din vid în mediul respectiv.
- instrument spectral - instrument optic folosit pentru a obține dispersarea unei radiații electromagnetice compuse în radiațiile monocromatice componente.
- integrala Fresnel - denumire pentru funcțiile speciale {\displaystyle S(x)} și {\displaystyle C(x)}, introduse de Augustin-Jean Fresnel pentru a studia fenomenele de difracție.
- intensitate luminoasă - (I) este măsura fluxului luminos Φ emis în unghiul solid Ω, unitatea de măsură fiind candela.
- interferometru - instrument optic folosit pentru determinarea unor mărimi cu ajutorul fenomenelor de interferență.
- inversiune -  procedeu de transformare directă a unui negativ fotografic în pozitiv.
- iradiație - răspândire radială a razelor de lumină emise de o sursă.
- iris - diafragmă cu diametru variabil, folosită la instrumentele optice pentru a regla fasciculul de lumină care pătrunde în instrument.
- izocromatic - de culoare uniformă; sensibil la toate culorile spectrului.

## L
- lambert - unitate de măsură tolerată a luminanței, egala cu radiația unei surse de lumină care emite un flux luminos de un lumen pentru fiecare cm2 din suprafața acesteia.
- lampă - aparat fix sau portativ care produce lumină.
- lentilă - piesă optică transparentă sub forma unui disc, având cel puțin una dintre suprafețe curbată, care dă imaginea reală sau virtuală a unui obiect.

- lentilă biconcavă - lentilă care are fețele opuse concave.
- lentilă biconvexă - lentilă care are fețele opuse convexe.
- lentilă convergentă - lentilă care strânge într-un focar razele ce o străbat; este mai groasă la mijloc și mai subțire la extremități și are distanța focală pozitivă.
- Lentilă de contact - mică lentilă purtată direct pe cornee, de obicei în locul ochelarului, pentru corecție optică sau în scop terapeutic sau estetic.
- lentilă divergentă - lentilă care împrăștie razele incidente paralele; este mai groasă la extremități și mai subțire la mijloc și are distanța focală negativă.
- lentilă electronică - dispozitiv care produce un câmp electric sau magnetic de o anumită configurație și simetric, astfel încât să poată modifica traiectoriile electronilor.

- linie spectrală - segment luminos sau întunecat, vizibil pe un spectru, manifestare a emisiei sau absorbției luminii și care permite identificarea unui tip atomi.
- lumânare - corp de iluminat în formă de cilindru subțire, făcut din ceară, stearină etc., având la mijloc un fitil de material textil, care, aprins, arde cu flacără, producând lumină.
- lumen - unitate de măsură a fluxului luminos emis de către o sursă punctiformă cu intensitatea de o candela în unitatea de unghi solid de un steradian.
- luminanță (a unei surse de lumină sau a unei suprafețe iluminate):

- măsură a cât de mult este stimulat ochiul uman și prin urmare cât de mare este impresia de strălucire creată în mintea umană.
- raportul dintre intensitatea luminoasă a unei surse de lumină și proiecția ariei sursei pe un plan.
- lumină - radiație sau complex de radiații electromagnetice emise de corpuri incandescente (cu sau fără flacără) sau luminescente și care impresionează ochiul omenesc; efectul acestei radiații
- lumină albă - lumina mijlocie a zilei, care conține toate radiațiile spectrului vizibil.
- lumină compusă - lumină care conține radiații de mai multe lungimi de undă.
- lumină monocromatică - lumină formată din radiații de o singură culoare spectrală.
- lumină naturală - lumină complet nepolarizată, caracterizată prin diversitatea direcțiilor de oscilație ale radiațiilor electromagnetice care o compun, distribuite uniform în jurul direcției de propagare.
- lumină polarizată - lumină alcatuită din radiații electromagnetice ale căror direcții de oscilație nu sunt uniform distribuite in jurul direcției de propagare.
- lumină rece - lumină care conține un număr foarte mic de radiatii infraroșii și care are un efect termic redus.
- luminescență - proprietate pe care o au unele substanțe de a emite radiații luminoase provenite dintr-o energie netermică; emisiune de raze luminoase reci.
- luminozitate- caracteristică a instrumentelor optice, exprimată prin raportul dintre iluminarea imaginii unui obiect și strălucirea obiectului.
- lunetă -  instrument optic dintr-un tub cu mai multe lentile, pentru observarea unor obiecte îndepărtate.
- lupă - instrument optic format dintr-o lentilă convergentă, servind la examinarea obiectelor de dimensiuni foarte mici.

## M
- macroscopie -  examinare cu ochiul liber sau cu un instrument optic a suprafeței unei piese, unui material etc.
- micrometru - instrument gradat adaptat la ocularul unui microscop sau al unui alt aparat optic pentru a măsura dimensiunile obiectelor observate.
- microscop - instrument optic de laborator cu un sistem de lentile, pentru observarea și cercetarea obiectelor și formațiunilor extrem de mici, care nu pot fi văzute cu ochiul liber.

- microscop cu efect tunel - tip de microscop utilizat pentru a obține imagini de la nivel atomic prin utilizarea efectului tunel.
- microscop de forță atomică - tip de microscop cu rezoluție foarte înaltă, sub un nanometru.
- microscop electronic - tip de microscop care folosește electroni pentru a ilumina specimenul și a transmite o imagine mărită a acestuia.

- microscop electronic de transmisie - tip de microscop electronic în care imaginea unei probe este produsă ca urmare a transmiterii unui fascicul de electroni prin probă.

- microscop optic - tip de microscop în care se utilizează spectrul vizibil al luminii și un sistem de lentile optice pentru a genera imagini mărite ale unor obiecte de dimensiuni reduse.

- monocromatic:

- (despre o imagine) cu o singură culoare sau tonurile acesteia;
- (despre un fascicul de raze) care este format din radiații cu aceeași lungime de undă.

## N
- nit - unitate de măsură pentru luminanță, reprezentând luminanța uniformă a unei surse de lumină plane cu aria de un metru pătrat, care emite în direcția normală o intensitate luminoasă de o candelă.

## O
- obiectiv - lentilă (sau sistem de lentile convergente), făcând parte dintr-un aparat optic (lunetă, microscop, aparat de fotografiat etc.), care este orientată spre obiectul supus cercetării.
- ochean - nume dat unor instrumente optice portative care măresc unghiul sub care se văd obiectele depărtate de pe suprafața Pământului, permițând o mai bună distingere a detaliilor.
- ochelari - dispozitiv optic medical sau de protecție format din două lentile (fixate într-o ramă), care se pune la ochi, cu scopul de a corecta un defect de vedere, de a apăra ochii de praf, de o lumină prea puternică etc.

- ochelari stenopici - ochelari care în loc de lentile au un material opac perforat, fiind folosiți în caz de ametropie.

- obiectiv acromat - obiectiv al unui instrument optic acromatic.
- obiectiv aplanat - obiectiv fotografic compus din două sisteme optice simetrice, care formează imagini nedeformate.
- ochiul liber - termen care se referă la capacitatea de a vedea obiecte, fenomene fără a utiliza vreun instrument optic (lentilă, microscop, telescop, lunetă etc.).
- ocular - sistem optic convergent sau divergent alcătuit dintr-o lentilă sau dintr-un grup de lentile ale unui instrument optic, care servește la observarea imaginii date de obiectivul microscopului, al lunetei etc.
- oglindă - suprafață netedă si lucioasă, din metal sau din sticlă, acoperită pe o față cu un strat metalic și având proprietatea de a reflecta razele de lumină.
- opacitate:

-  proprietatea unui material de a nu permite trecerea unei radiații electromagnetice sau corpusculare;
-  mărime fizică egală cu raportul dintre intensitatea radiației incidente pe un corp și intensitatea radiației transmise prin acesta.
- optică:

- ramură a fizicii care se ocupă cu studiul luminii și a particularităților acesteia;
- totalitate a aparatelor și a instrumentelor a căror funcționare este bazata pe legile reflecției și refracției luminii.
- optică electronică⁠(en)[traduceți] - domeniu al electronicii care studiază mișcarea electronilor în vid, într-un câmp electric sau magnetic.

- optimetru - instrument optic de precizie pentru măsurarea dimensiunilor pieselor.
- optofluidică - domeniu de cercetare și tehnologie care combină microfluidica cu optica.
- orgă de lumini - set de becuri colorate diferit ale căror aprindere și intensitate sunt comandate electronic în concordanță cu zonele spectrale ale unui semnal acustic.
- ortocromatic - (despre materiale fotosensibile) sensibil la toate radiațiile luminoase, în afară de roșu.
- ortoscop - instrument pentru observarea intersecțiilor de cristal în lumina polarizată.
- ortoscopie - proprietate a unui sistem optic de a nu produce distorsiuni.
- ortotropic - (despre corpuri) a cărui suprafață prezintă aceeași strălucire, indiferent de direcțiile de iluminare și de observație.
- osciloscop - aparat care transformă variațiile periodice ale unui curent electric în semnale optice.

## P
- penumbră - o zonă incomplet luminată, cuprinsă între zona umbrită și cea luminoasă din spatele unui corp opac.
- pleocroism - fenomen de modificare a culorii anumitor cristale când sunt privite prin transparență din diferite direcții; altă denumire: policroism.
- polarimetru - instrument optic pentru măsurarea unghiului cu care o substanță optic activă rotește planul de polarizare al unei radiații.
- polariscop - instrument optic pentru studiul calitativ al efectelor de polarizare a luminii la trecerea ei printr-o substanță.
- polarizare - proprietate a undei electromagnetice de a poseda o repartiție privilegiată a orientării vibrațiilor componente.

- polarizare rotatorie - fenomen de rotire a planului de polarizație a luminii liniar polarizate la trecerea ei printr-o substanță optic activă.

- polarizare rotatorie magnetică -  fenomen magnetooptic care constă în rotirea planului de polarizare a luminii ce se produce într-un mediu optic izotrop introdus în câmp magnetic intens; altă denumire: efect Faraday.

- policroism - vezi pleocroism.
- principiul cuantic al lui Planck - teorie conform căreia lumina (sau altă undă clasică) poate fi emisă sau absorbită numai în cuante discrete, a căror energie este proprorțională cu frecvența lor.
- prismă - piesă de sticlă, de cuarț sau de alt material transparent, de obicei în formă de prismă, folosită la aparatele optice pentru dispersia, polarizarea, reflexia etc. luminii.
- proiector - aparat care concentrează (cu ajutorul unor oglinzi, lentile etc.) într-un fascicul intens razele produse de o sursă de lumină și care se folosește pentru semnalizări luminoase ori pentru luminare la autovehicule, în săli de spectacole etc.
- pupilă de ieșire - deschidere reală sau o imagine a sa care limitează conul de raze de lumină emergente dintr-un sistem optic.
- pupilă de intrare - deschidere reală sau o imagine a sa care limitează cantitatea de lumină care pătrunde într-un instrument optic.
- puritate a unei culori - raport al cantităților de culoare spectrală și culoarea albă conținute în culoarea dată, exprimat prin factorul de puritate, cuprins între 0 și 1.
- putere de rezoluție (sau de separare) - mărime ce caracterizează un instrument optic și care exprimă capacitatea acestuia de a pune în evidență distinct două puncte vecine.

## R
- radiație  optică - unde electromagnetice cu lungimea de undă cuprinsă între 1 nm și 1 mm, cuprinde lumina percepută de ochiul uman, razele ultraviolete și radiațiile infraroșii.
- rază:

- fascicul îngust de lumină care pornește de la o sursă de lumină sau de la un obiect strălucitor;
- flux de particule sau de energie a oscilațiilor electromagnetice.
- redresor - lentilă, sistem de lentile sau de prisme, folosite pentru a îndrepta imaginea răsturnata dată de obiectivul unui instrument optic.
- reflector:

- dispozitiv al unui corp de iluminat sau al unui proiector care, pe baza fenomenului de reflexie, dirijează într-o anumită direcție fluxul luminos emis de sursă de lumină (vezi și reverber);
- oglindă concavă care reflectă lumina într-o anumită direcție;
- telescop al cărui obiectiv este constituit dintr-o oglindă concavă.
- reflector toroidal - reflector a cărui suprafață este generată de o secțiune toroidală, fiind mai ușor de fabricat decât oglinzile cu o suprafață descrisă de un paraboloid sau elipsoid.

- refractometru - instrument optic pentru măsurarea indicelui de refracție al substanțelor.
- refracție - fenomen de abatere a direcției de propagare a unei unde, a unei radiații sau a unui corpuscul, când aceștia întâlnesc suprafața de separație a două medii diferite.
- refracție dublă sau birefringența este o proprietate optică a unui material de a despărți în două raza de lumină, la traversarea unui mediu transparent anizotrop.
- refracție astronomică - deviere a razei de lumină a unui astru de la direcția rectilinie, datorită refracției sale în atmosfera terestră.
- reticul - ansamblu de linii încrucișate, de scări gradate sau de alte semne, care intră în construcția unor instrumente optice și are rolul de a permite vizarea unei direcții, efectuarea unei măsurători etc.
- reverber - oglindă metalică montată la o lampă, pentru a reflecta razele de lumină într-o anumită direcție (vezi și reflector).
- rezoluție - vezi putere de rezoluție.
- rezolvare - (despre instrumente optice) separare, distingere de amănunte cât mai fine ale obiectelor studiate.

## S
- sensibilitate - viteza cu care reacționează o emulsie fotosensibilă pentru a se obține o anumită înnegrire a argintului în funcție de cantitatea de lumină recepționată.
- sextant - instrument optic format dintr-un arc gradat egal cu o șesime de cerc, prevăzut cu două oglinzi și cu o lunetă mică, care se întrebuințează la măsurarea distanței unghiulare dintre două puncte și se folosește în astronomie, navigație și aviație.
- sinteză - combinare a culorilor rezultate din amestecul sau din suprapunerea a două sau a mai multor culori.
- sistem aplanatic - sistem optic corectat de aberație de sfericitate și de comă.
- spat de Islanda - varietate de calcit, caracterizată prin dimensiunile mari și prin transparența perfectă a cristalelor, utilizată la instrumentele optice.
- spectrofotometru - instrument optic care servește la compararea intensității fiecăreia dintre radiațiile monocromatice care constituie un fascicul de radiație compusă cu intensitatea radiațiilor de aceeași frecvență dintr-un fascicul de comparație.
- spectroscop - instrument optic cu care se examinează și se studiază vizual spectrul luminii.
- spectroscopie - parte a opticii care care se ocupă cu studierea radiației electromagnetice emisă, absorbită sau reflectată de atomi, molecule sau materiale; prin analiza acestor spectre se obțin informații despre compoziția chimică, structura și proprietățile fizice ale materiei.

- spectroscopie de absorbție - tehnică spectroscopică ce măsoară cantitatea de radiație electromagnetică absorbită de către o substanță în funcție de lungimea de undă a acesteia.

- spectru - ansamblul imaginilor obținute prin descompunerea, cu un instrument optic, a unei radiații electromagnetice complexe.
- spot - urmă luminoasă lăsată pe o scară gradată sau pe un ecran de o rază de lumină reflectată pe oglinda unui instrument de măsură, care servește ca indicator.
- stativ - parte a unui microscop care susține dispozitivul optic.
- stereofotografie:

- ramură a fotografiei care se ocupă cu tehnica obținerii fotografiilor conjugate;
- dublă imagine constituită prin fotografii ale unui obiect, luate sub unghiuri diferite.
- stereofotogramă - vezi stereogramă.
- stereograf - specialist în stereografie.
- stereografie - tehnica reprezentării prin proiecții corpurile solide pe o suprafață plană.
- stereogramă - grup de două fotografii ale aceluiași obiect care, privite la un stereoscop, permit obținerea imaginii în spațiu a obiectului (sinonim: stereofotogramă).
- stereomicroscop - microscop binocular la care preparatele pot fi observate stereoscopic.
- stereomicroscopie - tehnica observației la stereomicroscop.
- stereomonoscop - dispozitiv optic pentru examinarea vizuală stereoscopică a imaginilor fotografice conjugate.
- stereoscop - instrument optic prin care două imagini suprapuse prin vederea binoculară dau impresia unei singure imagini în relief.
- stereoscopie - ramură a opticii care se ocupă cu procedeele de înregistrare și de redare a imaginilor în relief și cu studiul proprietăților optico-mecanice ale instrumentelor folosite în acest scop.
- stigmatic - (despre un sistem optic) care prezintă stigmatism.
- stigmatism - proprietate a unui sistem optic de a forma pentru fiecare punct al unui obiect o imagine care este tot un punct (și nu o imagine deformată).
- strălucire:

- mărime fotometrică a senzației de luminozitate produsă de sursele de lumină relativ intense; sinonim: luminanță;
- măsura în care o suprafață reflectă sau emite lumină; este o caracteristică a suprafeței care determină cât de intens este lumina reflectată sau emisă într-o anumită direcție.
- subtractiv - (despre un amestec de culori) care se realizează prin eliminarea unui domeniu din spectrul luminii albe.

## T
- telemetru

- instrument optic folosit pentru măsurarea distanței dintre locul unde este instalat instrumentul și un punct depărtat sau inaccesibil;
- dispozitiv auxiliar al unui aparat fotografic, care permite reglarea distanței focale a obiectivului în funcție de depărtarea până la obiectul vizat.
- telescop - instrument optic care utilizează fenomenul reflexiei luminii pe o oglindă concavă, folosit în astronomie pentru observarea aștrilor.
- temperatură de culoare - temperatura la care trebuie încălzit corpul negru pentru a emite un spectru luminos cât mai apropiat de cel al sursei de lumină.
- teodolit - instrument optic pentru măsurarea unghiurilor orizontale și verticale, alcătuit dintr-o lunetă mobilă, care se poate roti în fața unui cadran împărțit în grade și folosit în lucrările geodezice și topografice.
- transmitanță spectrală - raportul dintre densitatea spectrală a fluxului energetic (luminos) transmis și cea a fluxului incident.
- tub fluorescent - sursă de lumină bazată pe principiul descărcării într-un amestec de gaze și vapori de mercur, aflați în interiorul unui tub de sticlă.
- turelă - parte a camerei de luat vederi care asigură o schimbare rapidă a obiectivelor.

## U
- ultramicroscop - microscop puternic în care iluminarea obiectelor se face în direcție perpendiculară pe direcția axei optice a instrumentului, astfel încât prin direcția luminii pot fi examinate corpurile care nu sunt vizibile cu microscopul obișnuit.
- umbră - zona întunecată care apare în una din părțile unui obiect, atunci când este luminat din partea opusă.
- unghiulație - vezi apertură.

## V
- vehicul - sistem optic care dă imaginea dreaptă în lunetele terestre.
- vizibil - care poate fi văzut (cu ochiul sau cu un instrument optic).
- vizor - dispozitiv la un aparat sau la un instrument optic care permite delimitarea după necesitate a câmpului vizual și a liniei de vizare sau citirea indicațiilor de pe o scară gradată.
- voleu - dispozitiv format din două sau patru palete mobile din tablă neagră mată, care se montează în fața unui  corp de iluminat pentru obturarea luminii.

## Z
- zaharimetru - aparat pentru determinarea concentrației unei substanțe optic active dizolvate într-un solvent.